# Wadim Prokofjew
Wadim Aleksandrowicz Prokofjew (ros. Вадим Александрович Прокофьев; ur. w 1920, zm. w 1991) – radziecki pisarz, historyk.

## Życiorys
W 1943 ukończył studia na wydziale historycznym Moskiewskiego Uniwersytetu Państwowego. Mieszkał i pracował w Moskwie, był wykładowcą historii w szkole i na wyższej uczelni. Autor biografii historycznych.

## Wybrane prace
- „Stiepan Chałturin” (ros. „Степан Халтурин”; 1958),
- „Pietraszewski” (ros. „Петрашевский”; 1962),
- „Sriedi swidietielej proszłogo” (ros. „Среди свидетелей прошлого”; 1964),
- „Tri żyzni Krasina” (ros. „Три жизни Красина”; 1968, с Б.Л.Могилевским),
- „Wiernyje do konca: Iskrowcy” (ros. „Верные до конца: Искровцы”; 1977),
- „Giercen” (ros. „Герцен”; 1979)

i inne .